# Chlorophytum warneckei
Chlorophytum warneckei là một loài thực vật có hoa trong họ Măng tây. Loài này được (Engl.) Marais & Reilly mô tả khoa học đầu tiên năm 1978.